# شركة أندر جراوند للسكك الحديدية في لندن
```

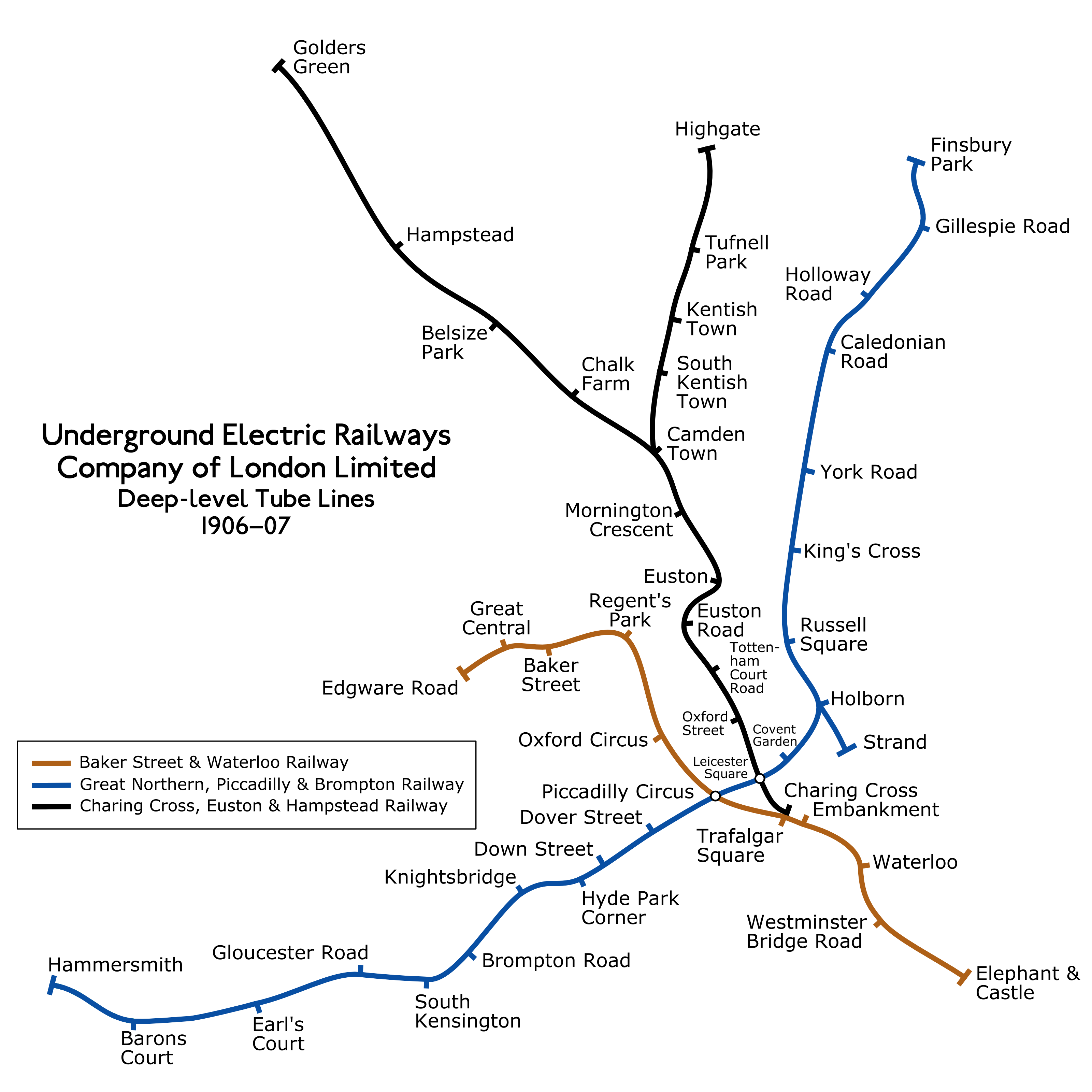
خريطة جغرافية لخطوط الأنابيب العميقة الثلاثة التابعة لشركة أندر جراوند للسكك الحديدية في عام 1907

شركة أندر جراوند للسكك الحديدية
، هي عبارة عن 
شركة
 تم تأسيسها في عام 1902 في لندن. امتلكت 
الشركة
  ثلاثة خطوط عميقة تحت الأرض تم فتحها في 
لندن
 خلال عامي 1906 و1907: 
سكة حديد بيكر ستريت ووترلو
، 
وسكك تشارينج كروس، وإيوستون وهامبستيد
، 
وسكك حديد غريت نورثرن، بيكاديللي وبرومبتون
.تعد شركة أندر جراوند للسكك الحديدية مقدمة لسلسلة مترو أنفاق لندن اليوم؛ تشكل خطوط الأنابيب الثلاثة الأقسام المركزية لخطوط 
بيكرلو
 
ونورثيم
 
وبيكاديلي
 اليوم.
```

.